# تيدي رينر
تيدي رينر (بالفرنسية: Teddy Riner)‏ (7 أبريل 1989, بوانت-آه-بيتر، غوادلوب,  فرنسا) هو بطل جودو فرنسي. ربح عشر ميداليات ذهبية في بطولة العالم للجودو, ليكون بذلك أول لاعب جودو في العالم (ذكر أو أنثى) يحقق هذا الإنجاز.
حصل رينر كذلك على ميداليتين ذهبيتين في الألعاب الأوليمبية, إضافة إلى خمس ذهبيات في بطولة أوروبا للجودو.
وفي أولمبياد باريس 2024 حصد الميدالية الذهبية بعد تتويجه بلقب وزن فوق 100 كيلوغرام على حساب الكوري مين جونغ كيم، وأصبح رينر أول رياضي يفوز بأربع ميداليات ذهبية أولمبية في رياضة الجودو، والأكثر تتويجاً في الرياضة نفسها بالأولمبياد بست ميداليات.

## روابط خارجية
- تيدي رينر على موقع IMDb (الإنجليزية)
- تيدي رينر على موقع الفيدرالية الدولية للجودو (الإنجليزية)
- تيدي رينر على موقع JudoInside.com (الإنجليزية)
- تيدي رينر على موقع AllJudo.net (الفرنسية)
- تيدي رينر على موقع اللجنة الأولمبية الدولية (الإنجليزية)
- تيدي رينر على موقع أوليمبيديا (الإنجليزية)
- تيدي رينر على موقع اللجنة الأولمبية الفرنسية (مؤرشف) (الفرنسية)